# 本宿町 (横浜市)
本宿町（ほんじゅくちょう）は神奈川県横浜市旭区の町名。丁番を持たない単独町名である。住居表示未実施区域。

## 地理
旭区の南部に位置し、東に川島町と鶴ケ峰、西に二俣川と本村町、南に南本宿町、北に四季美台と接している。

### 地価
住宅地の地価は、2025年（令和7年）1月1日の公示地価によれば、本宿町89番48の地点で18万2000円/m²、本宿町84番31の地点で21万4000円/m²となっている。

## 歴史
1962年に二俣川町から新設された。町名の由来は、旧二俣川村にあった最大規模の集落の中心であったことから。

### 沿革
- 1962年（昭和37年）11月1日 - 横浜市保土ケ谷区二俣川町の一部から本宿町を新設する[7]。
- 1969年（昭和44年）10月1日 - 保土ケ谷区から旭区が分区。横浜市旭区本宿町となる。また、本宿町の一部を左近山へ編入する[8]。

## 世帯数と人口
2025年（令和7年）6月30日現在（横浜市発表）の世帯数と人口は以下の通りである。
| 町丁   | 世帯数    | 人口    |
| ------ | --------- | ------- |
| 本宿町 | 3,412世帯 | 7,228人 |

### 人口の変遷
国勢調査による人口の推移。
| 年                 | 人口  |
| ------------------ | ----- |
| 1995年（平成7年）  | 5,825 |
| 2000年（平成12年） | 6,204 |
| 2005年（平成17年） | 6,625 |
| 2010年（平成22年） | 7,195 |
| 2015年（平成27年） | 7,292 |
| 2020年（令和2年）  | 7,168 |

### 世帯数の変遷
国勢調査による世帯数の推移。
| 年                 | 世帯数 |
| ------------------ | ------ |
| 1995年（平成7年）  | 2,162  |
| 2000年（平成12年） | 2,399  |
| 2005年（平成17年） | 2,579  |
| 2010年（平成22年） | 2,886  |
| 2015年（平成27年） | 2,962  |
| 2020年（令和2年）  | 3,082  |

## 学区
市立小・中学校に通う場合、学区は以下の通りとなる（2024年11月時点）。
| 番・番地等                                                                                       | 小学校               | 中学校                 |
| ------------------------------------------------------------------------------------------------ | -------------------- | ---------------------- |
| 1〜52番地、54〜87番地の7 87番地の9〜32・34〜49 87番地の58番地〜102番地の1 102番地の6〜8、106番地 | 横浜市立本宿小学校   | 横浜市立本宿中学校     |
| 87番地の8・33・50〜57                                                                            | 横浜市立二俣川小学校 | 横浜市立万騎が原中学校 |
| 102番地の2〜5・9〜16 103〜105番地、107〜136番地                                                  | 横浜市立南本宿小学校 | 横浜市立万騎が原中学校 |

## 事業所
2021年（令和3年）現在の経済センサス調査による事業所数と従業員数は以下の通りである。
| 町丁   | 事業所数 | 従業員数 |
| ------ | -------- | -------- |
| 本宿町 | 95事業所 | 1,229人  |

### 事業者数の変遷
経済センサスによる事業所数の推移。
| 年                 | 事業者数 |
| ------------------ | -------- |
| 2016年（平成28年） | 99       |
| 2021年（令和3年）  | 95       |

### 従業員数の変遷
経済センサスによる従業員数の推移。
| 年                 | 従業員数 |
| ------------------ | -------- |
| 2016年（平成28年） | 1,178    |
| 2021年（令和3年）  | 1,229    |

## 施設
- 横浜市立本宿小学校
- 高梨乳業本社・横浜工場

## その他

### 日本郵便
- 郵便番号 : 241-0023[3]（集配局：横浜旭郵便局[18]）

### 警察
町内の警察の管轄区域は以下の通りである。
| 番・番地等 | 警察署   | 交番・駐在所 |
| ---------- | -------- | ------------ |
| 全域       | 旭警察署 | 二俣川交番   |

## 参考資料
- “横浜市町区域要覧” (PDF).   横浜市市民局 (2016年6月). 2023年6月6日閲覧。 “横浜市町区域要覧”